# Ermita de Santa Bárbara y Calvario de Matet
La  Ermita de Santa Bárbara de Matet, en la comarca del Alto Palancia, provincia de Castellón, España, es una ermita católica que está catalogada como Bien de Relevancia Local según consta en la Dirección General de Patrimonio Artístico de la Generalidad Valenciana, código 12.07.076-005.

## Descripción
La ermita se sitúa en un montículo rocoso donde finaliza el calvario que se distribuye en unos bancales de piedra cuya accesibilidad es dudosa (pese a estar asfaltado el tramo entre los bancales, porque el resto del camino de acceso es una corta, pero empinada rampa sin asfaltar), razón por la cual realmente no existen estaciones a lo largo del mismo.
El edificio es de reducidas dimensiones totalmente exento, en una zona que presenta un mirador organizado sobre una plazuela de tierra con una barandilla de madera. Tras largos años de abandono, la ermita fue restaurada en el año 1988, aunque sólo parcialmente.
La ermita presenta planta rectangular y está construida de mampostería blanqueada, a excepción del zócalo, y de sillares utilizados como piedra angular, es decir, reforzando con ellos las esquinas del edificio y las aberturas que la fachada presenta.
Externamente la cubierta es a dos aguas con remate de teja y presenta un considerable  alero. La fachada termina en hastial, sobre el que se ubica la espadaña, que está desplazada hacia la derecha, por lo que no sigue el eje del techo. En su interior se coloca la campana, conocida como “Santa Bárbara”, del fundidor  Salvador  Manclús, de Valencia, datada en el año 1987, con un diámetro de 30 centímetros y un peso de 16 quilogramos.
La puerta de acceso también está desplazada del eje y es una rústica puerta de hojas de madera  en un arco de medio punto que forman grandes dovelas. Junto a la puerta pueden contemplarse dos hornacinas vacías o ventanas cegadas y una ventana pequeña algo más alta. Tiene otra ventana en la fachada que se sitúa mirando el pueblo y que sirve para dar iluminación interior al templo.